# Hubert Hurkacz
Hubert Hurkacz, né le 11 février 1997 à Wrocław, est un joueur de tennis polonais, professionnel depuis 2015. Il a remporté huit titres sur le circuit ATP dont le Masters 1000 de Miami en 2021 et le Masters 1000 de Shanghai en 2023.
Par ailleurs, Hurkacz est le dernier joueur à avoir affronté et battu Roger Federer sur le circuit ATP, lors du tournoi de Wimbledon en 2021.

## Carrière
Hubert Hurkacz a atteint durant ses années juniors la finale de l’Open d’Australie en double garçons en 2015. Il remporte au mois de septembre son premier tournoi professionnel sur le circuit Futures dans sa ville natale.
En 2016, il participe au premier tour de la Coupe Davis contre l’Argentine en remplacement de Jerzy Janowicz, blessé. Classé seulement 602e mondial, il perd son premier simple contre Leonardo Mayer (6-2, 7-63, 6-2) et remporte le dernier sans enjeu face à Renzo Olivo (4-6, 7-66, 6-4). Il débute également sur le circuit Challenger et atteint les quarts de finale à Tampere et Trnava.
En 2018, il se qualifie pour la première fois pour le tableau final d’un tournoi du Grand Chelem à Roland-Garros où il bat Tennys Sandgren puis est éliminé par Marin Čilić. Quelques jours plus tard, il s’impose sur le tournoi Challenger de Poznań. En octobre, il remporte le tournoi de Brest, battant en finale le Lituanien Ričardas Berankis.
En novembre, il est qualifié pour les Next Generation ATP Finals 2018 qui se déroulent à Milan. Il remporte un match de poule contre Jaume Munar mais perd les deux autres contre Stéfanos Tsitsipás et Frances Tiafoe.

### 2019 - 2020. Progression fulgurante puis légère stagnation
En février, à l’Open de Dubaï, Hubert Hurkacz se révèle au plus haut niveau par sa victoire sur le 6e mondial, Kei Nishikori (7-5, 5-7, 6-2), au second tour. Il est ensuite éliminé en trois sets par le futur finaliste, le Grec Stéfanos Tsitsipás (64-7, 7-61, 1-6).
Lors du Masters 1000 d’Indian Wells en mars, Hubert Hurkacz passe son premier tour facilement, puis bat le Français Lucas Pouille (6-2, 3-6, 6-4) et à nouveau le Japonais Nishikori (4-6, 6-4, 6-3) pour atteindre les huitièmes de finale. Il s’impose face à Denis Shapovalov (7-63, 2-6, 6-3) pour se qualifier pour les quarts de finale où il affronte son idole Roger Federer pour une place dans le dernier carré. Il s’incline (4-6, 4-6) en 1 h 13 de jeu malgré une bonne résistance. Au Masters de Miami, il passe l’Italien Matteo Berrettini et le récent vainqueur d’Indian Wells, l’Autrichien Dominic Thiem (6-4, 6-4) alors 4e mondial. Il tombe finalement (65-7, 4-6) face au jeune Canadien Félix Auger-Aliassime au 3e tour.
Sur gazon, il est quart de finaliste à Eastbourne et atteint le 3e tour à Wimbledon où il est éliminé par Novak Djokovic (7-5, 65-7, 6-1, 6-4). Il remporte fin août le premier tournoi ATP de sa carrière à Winston-Salem contre Benoît Paire.
Il commence sa saison 2020 par trois succès dans l’ATP Cup contre Diego Schwartzman, Borna Ćorić et Dominic Thiem, puis parvient en demi-finale du tournoi d’Auckland. Il réalise néanmoins des contre-performances en Grand Chelem, ne parvenant pas à dépasser le second tour. Il se rattrape en fin de saison : il crée ainsi la surprise lors du Masters de Paris-Bercy, qu’il remporte en double aux côtés de Félix Auger-Aliassime, non sans avoir sauvé cinq balles de match en finale contre les spécialistes de la discipline que sont Mate Pavić et Bruno Soares.

### 2021:1ertitreen Masters 1000 à Miami, titres à Delray Beach et à Metz, première 1/2 finale de Grand Chelem à Wimbledon et meilleur classement en carrière
Hubert Hurkacz remporte en début de saison le tournoi de Delray Beach, avancé au mois de janvier pour cause de pandémie mondiale, en passant Daniel Elahi Galán, Roberto Quiroz et Christian Harrison, avant d'évincer Sebastian Korda en finale sur le score de 6-3, 6-3.
Eliminé au premier tour de l'Open d'Australie par le Suédois Mikael Ymer en cinq manches, Hurkacz crée la surprise en s'imposant quelques semaines plus tard au Masters 1000 de Miami. S'imposant pour son premier tour contre Denis Kudla, puis Denis Shapovalov (6-3, 7-66) et après un autre Canadien, Milos Raonic (4-6, 6-3, 7-64) pour atteindre les quarts. En 2 h 20 de jeu, il sort la tête de série numéro 2 et no 5 mondial, Stéfanos Tsitsipás (2-6, 6-3, 6-4) pour arriver dans le dernier carré. Avant de sortir le no 8 mondial, Andrey Rublev (6-3, 6-4) en 1 h 27 pour atteindre sa première finale d'envergure. En finale, il fait face à un autre novice, un joueur prometteur, l'Italien Jannik Sinner. Hurkacz s'impose (7-64, 6-4) en 1 h 43, signant là sa plus belle victoire sur le circuit professionnel et remportant son premier titre en Masters 1000. Cette performance lui permet d'intégrer le top 20, avec une 16e place mondiale.
Il enchaîne ensuite six défaites contre Daniel Evans, John Millman, Lorenzo Musetti, Botic van de Zandschulp à Roland-Garros, Dominic Stephan Stricker et Félix Auger-Aliassime.

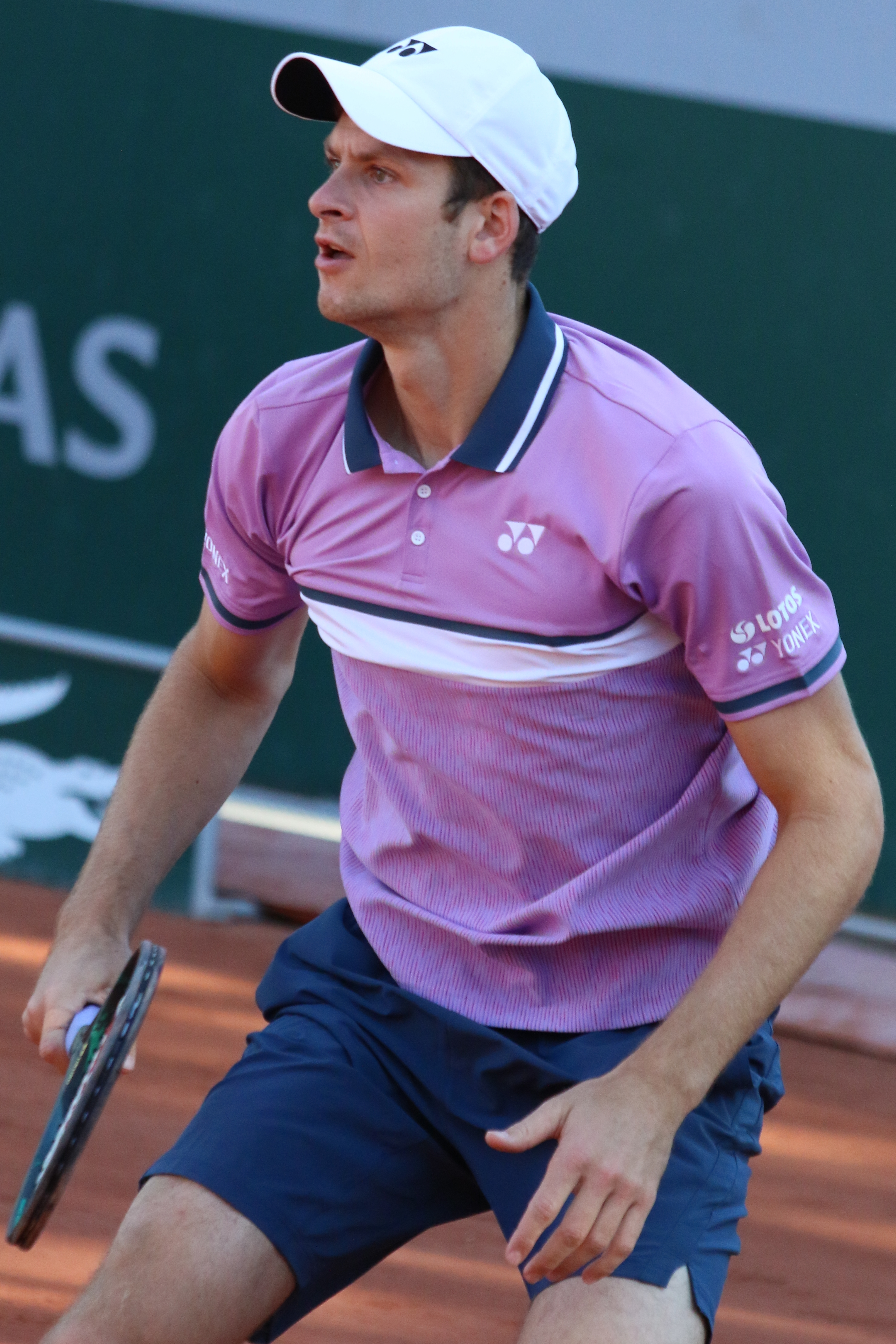
Hurkacz à Roland-Garros en 2021.

À Wimbledon, il atteint les huitièmes de finale pour la première fois en Grand Chelem, où il s'impose contre le no 2 mondial Daniil Medvedev (2-6, 7-62, 3-6, 6-3, 6-3). Il se qualifie pour les demi-finales en éliminant Roger Federer en trois sets, dans ce qui sera le dernier match officiel de la carrière du Suisse,. Il y est battu par l'Italien Matteo Berrettini en quatre sets (3-6, 0-6, 7-63, 4-6) en 2 h 37 de jeu, passant à côté de la rencontre et battu au porte d'une finale de Grand Chelem,.
Pour ses premiers Jeux olympiques, il fait le voyage jusqu'à Tokyo. Il est battu dès le second tour par le Britannique Liam Broady en trois sets (5-7, 6-3, 3-6).
En août, il prépare l'US Open lors des Masters de Toronto et de Cincinnati. Au Canada, il passe le Japonais Kei Nishikori sur forfait puis le Géorgien Nikoloz Basilashvili en trois sets accrochés, malgré la perte du premier set (67-7, 6-4, 6-4). Il perd ensuite en quart de finale, s'inclinant devant le Russe Daniil Medvedev. Malgré le gain de la première manche 6 jeux à 2, il perd les deux sets suivants au jeu décisif. Au second tournoi, il s'arrête au troisième tour, après des victoires contre Alejandro Davidovich Fokina au premier tour et Andy Murray au second. Il perd en deux tie-break contre l'Espagnol Pablo Carreño Busta. La tournée américaine s'achève avec le dernier rendez-vous du Grand Chelem de l'année, l'US Open, où il se qualifie au second tour après sa victoire contre Egor Gerasimov sur le score de (6-3, 6-4, 6-3). Il chute cependant dès le tour suivant, battu par le revenant Italien Andreas Seppi en quatre sets, malgré le gain du premier (6-2, 4-6, 4-6, 67-7).
De retour en Europe, il remporte fin septembre le tournoi de Metz, son quatrième titre sur le circuit ATP en autant de finales disputées. Il gagne tous ses matchs en deux sets, contre Lucas Pouille, Andy Murray, Peter Gojowczyk et Pablo Carreño Busta (7-62, 6-3) pour le titre.
Il retourne ensuite aux États-Unis en vue de préparer le masters 1000 d'Indian Wells décalé au mois d'octobre en raison de la pandémie de coronavirus. Bien que battu au second tour du tournoi 250 de San Diego, il réalise un bon parcours à Indian Wells où il se rend en quart de finale. Il remporte ses premiers matchs assez facilement, éliminant tour à tour Alexei Popyrin, Frances Tiafoe et Aslan Karatsev. Il est éliminé par le Bulgare Grigor Dimitrov en trois sets, après avoir pourtant été victorieux dans le premier set (6-3, 4-6, 62-7).
À Vienne, il est sorti au premier tour par Andy Murray qui bat son premier top 10 depuis un an. La semaine suivante, il se hisse jusqu'en demi-finale du dernier masters 1000 de la saison, le Masters de Paris-Bercy. Cette performance lui permet de se qualifier pour son premier Masters de fin d'année, après des matchs remportés difficilement : contre Dominik Köpfer au troisième tour (4-6, 7-5, 6-2) et l'invité surprise des quarts de finale James Duckworth (6-2, 64-7, 7-5). En demi-finale, il passe très proche d'un exploit face au numéro un mondial Novak Djokovic, remportant le premier set 6-3, puis cédant au tie-break du troisième set, 7 points à 5.
Pour son premier Masters, il fait partie du groupe red avec Alexander Zverev, Daniil Medvedev et Jannik Sinner qui remplace son compatriote Matteo Berrettini qui s'est blessé dans son premier match contre Zverev. Hurkacz ne franchit pas la phase de poule puisqu'il a perdu les trois rencontres qu'il a disputées, terminant en dernière position du groupe. Il termine l'année no 9 mondial, sa première entrée dans le top 10.

### 2022. Finale au Masters 1000 de Montréal,1ertitresur gazon à Halle et déceptions en Grand Chelem
Hurkacz commence la nouvelle saison lors de l'ATP Cup, avec l'équipe de Pologne. Le pays fait partie de la poule D, avec l'Argentine, la Grèce et la Géorgie. Lors du premier match contre la Grèce, Hurkacz sort victorieux de son match en simple mais perd en double, associé à Jan Zieliński. Le match suivant oppose la Pologne à la Géorgie et Hurkacz gagne à nouveau son simple. Enfin, pour le dernier match contre l'Argentine, il bat Diego Schwartzman en deux sets (6-1, 6-4). Ayant gagné toutes ses rencontres, la Pologne termine en tête du groupe et se qualifie donc pour les demi-finales, où elle affronte l'équipe d'Espagne. Hubert Hurkacz est battu contre Roberto Bautista-Agut en trois sets (66-7, 6-2, 65-7) ; la Pologne est vaincue et donc éliminée de la compétition aux portes de la finale. La semaine suivante, le Polonais prend du repos avant l'Open d'Australie qui débute le 17 janvier. Après une victoire contre le Bélarusse Egor Gerasimov au premier tour, il est balayé au suivant face au Français Adrian Mannarino, en trois petits sets (4-6, 2-6, 3-6).
Après la première levée du Grand Chelem de la saison, Hurkacz se rend au tournoi de Rotterdam, tournoi qui se joue sur surface dure et en intérieur. Son séjour y est de courte durée puisqu'il domine Jo-Wilfried Tsonga à son premier match avant de s'incliner contre Lorenzo Musetti. Il fait mieux deux semaines plus tard du côté de Dubaï, gagnant ses premiers matchs facilement contre Alexander Bublik, Alex Molčan et Jannik Sinner alors 10e mondial. Il s'incline aux portes de la finale devant le Russe Andrey Rublev, malgré le gain du premier set (6-3, 5-7, 65-7).

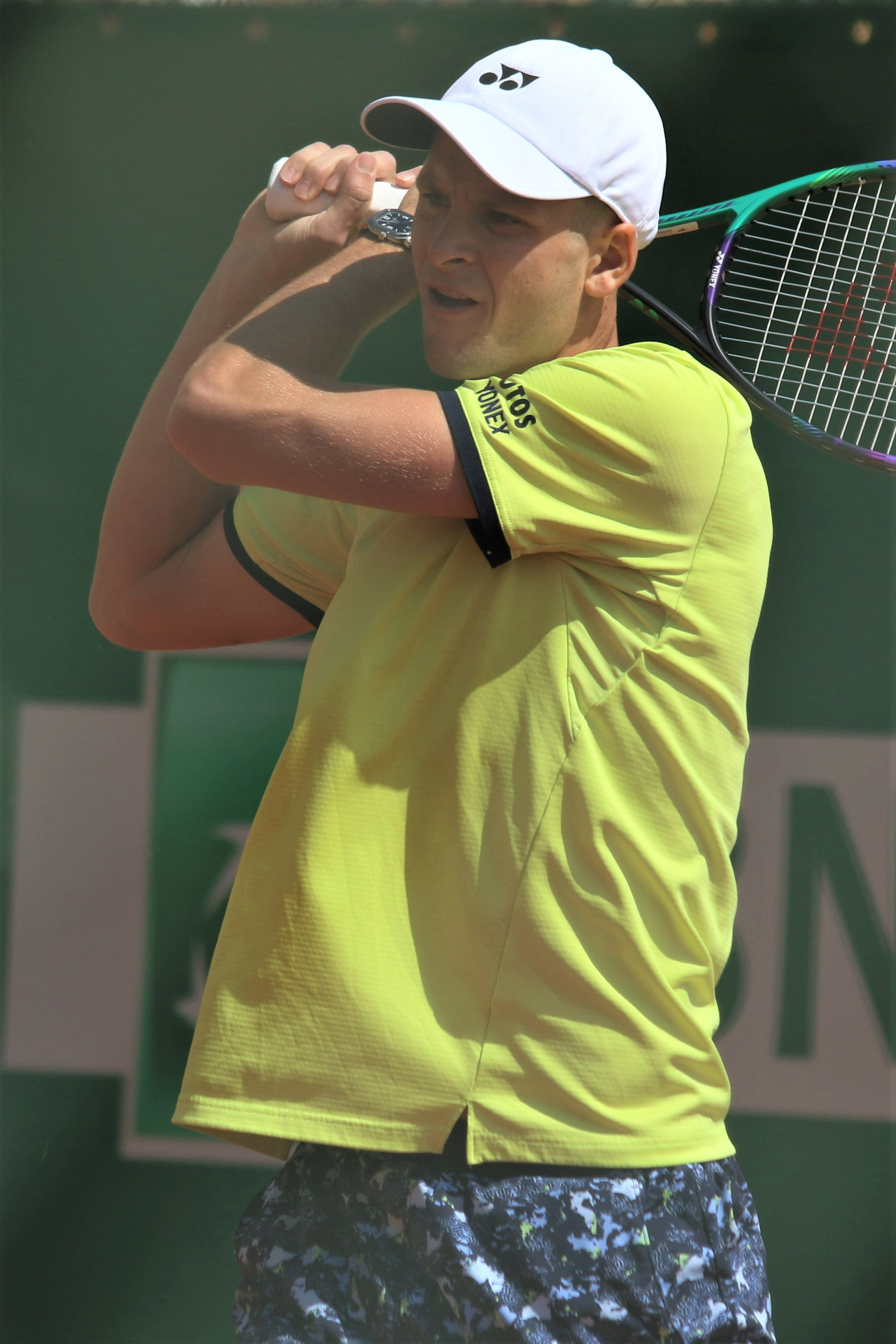
Hurkacz au Masters 1000 de Monaco en 2022.

Arrive ensuite la première tournée américaine. Au Masters 1000 d'Indian Wells, il tombe à nouveau contre Rublev, au stade des huitièmes de finale cette-fois, après avoir éliminé l'Allemand Oscar Otte et l'Américain Steve Johnson. Ensuite, au Masters 1000 de Miami où il s'était imposé l'année passée, Hurkacz rejoint les demi-finales, après une victoire notable contre le no 2 mondial Daniil Medvedev en quarts de finale (7-67, 6-3). Il s'y incline contre la pépite espagnole Carlos Alcaraz, en deux tie break,. Il remporte le double associé à John Isner.
Hurkacz connait une saison sur terre battue assez régulière malgré le peu de références dont il dispose sur cette surface. Il commence par un quart de finale au Masters 1000 de Monte-Carlo, profitant d'un tableau abordable, avant de s'incliner devant le Bulgare Grigor Dimitrov au tie break du troisième set (4-6, 6-3, 62-7). Il enchaine avec un nouveau quart de finale, lors du Masters 1000 de Madrid. Il profite encore d'un bon tableau et affronte le no 1 mondial Novak Djokovic en quart, contre qui il s'incline en deux sets (3-6, 4-6). À Rome, il est sorti dès le premier tour par le Belge David Goffin en deux tie break.
Cette bonne saison sur terre battue est ponctuée par une deuxième semaine à Roland-Garros. Dans le Grand Chelem parisien, le Polonais franchit aisément la première semaine sans concéder un seul set, ni même un seul break. Toutefois, opposé au Norvégien Casper Ruud en huitièmes de finale, Hubert Hurkacz réalise une mauvaise partie et s'incline en quatre sets (2-6, 3-6, 6-3, 3-6).
Il démarre la tournée sur gazon par le tournoi de Stuttgart et subit une défaite contre le Hongrois Márton Fucsovics. Il y remporte son deuxième titre en double de l'année, associé à Mate Pavić.
La semaine suivante, il bat durant le tournoi de Halle, Maxime Cressy (6-4, 4-6, 6-4), Ugo Humbert (7-65, 6-3), champion en titre et le Canadien Félix Auger-Aliassime numéro 9 mondial (7-62, 7-64). Il se qualifie pour la finale en battant l'Australien Nick Kyrgios, wild-card (4-6, 7-62, 7-64). Il dispute ainsi sa cinquième finale, la première sur gazon. Il s'impose (6-1, 6-4) contre le Russe Daniil Medvedev, numéro un mondial en un peu plus d'une heure. Il s'agit de son premier titre sur gazon.
Demi-finaliste du tournoi de Wimbledon en 2021, il fait figure d'outsider, cependant il s'incline dès le premier tour contre l'Espagnol Alejandro Davidovich Fokina, qui n'avait jamais franchi le premier tour à Wimbledon, en cinq sets (64-7, 4-6, 7-5, 6-2, 68-7).
Le Polonais ne reprend la compétition qu'au début du mois d'août, à l'occasion du tournoi de Washington, en vue de préparer l'US Open. Il y est défait d'entrée par le Finlandais Emil Ruusuvuori en deux sets (4-6, 63-7). Hurkacz se relance dès la semaine suivante en rejoignant la deuxième finale de sa carrière dans un Masters 1000, lors de celui de Montréal, où il connait un parcours délicat, gagnant tous ses matchs en trois sets. Il prend sa revanche sur Ruusuvuori puis Albert Ramos-Viñolas au tie-break, après, il sort notamment Nick Kyrgios (7-64, 65-7, 6-1) en 1 h 46 de jeu et le 7e mondial, Casper Ruud (5-7, 6-3, 6-2). En finale, il est battu par l'Espagnol Pablo Carreño Busta malgré le gain du premier set (6-3, 3-6, 3-6), perdant ainsi la première finale de sa carrière, lui qui restait sur cinq victoires en autant de finales disputées.
La semaine suivante à Cincinnati, Hurkacz est éliminé d'entrée de jeu par le local John Isner. Il se rend ensuite à New York pour disputer le dernier tournoi du Grand Chelem de la saison. Après un succès sur Oscar Otte au premier tour, il est battu par l'étonnant Ilya Ivashka au tour suivant (4-6, 6-4, 63-7, 3-6). S'ensuit le tournoi de Metz en tant que tenant du titre, mais il s'incline en demie contre Lorenzo Sonego.
Durant le mois d'octobre, il est défait en quarts de finale à Astana par Stéfanos Tsitsipás (68-7, 3-6), à Anvers par l'Autrichien Dominic Thiem (6-3, 69-7, 64-7) et à Vienne par le Croate Borna Ćorić dans un match très disputé (4-6, 7-62, 65-7).

### 2023:2etitre en Masters 1000 à Shanghai,6etitre ATP à Marseille et demi-finale à Cincinnati
Hubert Hurkacz commence son année par l'Open d'Australie. Il vainc l'Espagnol Pedro Martínez (7-61, 6-2, 6-2) et enchaîne une seconde victoire contre l'Italien Lorenzo Sonego en cinq sets (3-6, 7-63, 2-6, 6-3, 6-3). Il manque de se faire renverser au troisième tour par le Canadien Denis Shapovalov (7-63, 6-4, 1-6, 4-6, 6-3) et parvient pour la première fois de sa carrière en huitièmes de finale du Grand Chelem australien. Il est battu à ce stade par l'Américain Sebastian Korda dans son troisième match en cinq sets de la semaine (6-3, 3-6, 2-6, 6-1, 67-7).

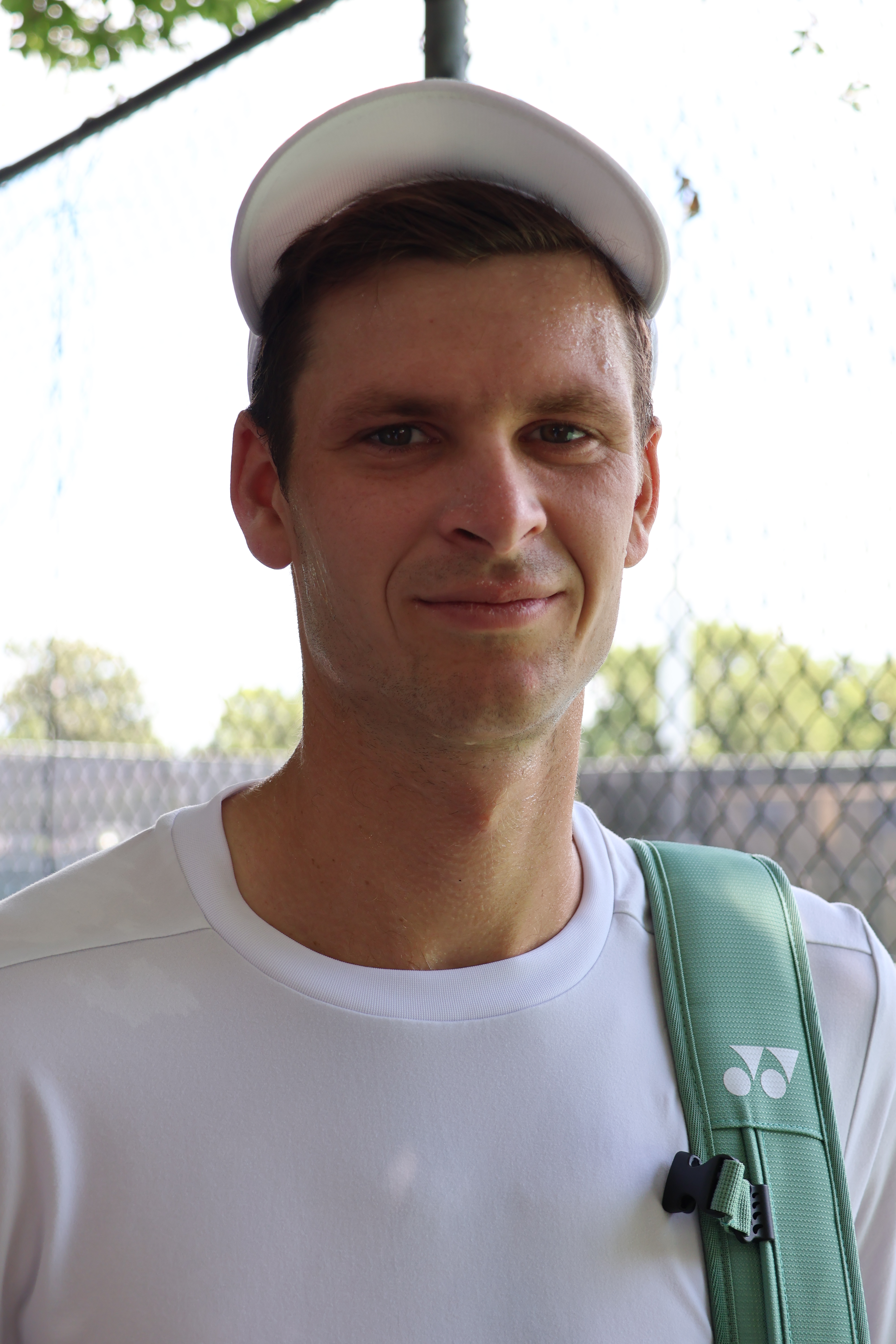
Hurkacz lors d'un entraînement au tournoi de Washington en 2023.

Il dispute mi-février le tournoi de Rotterdam. Après une victoire compliquée sur l'Espagnol Roberto Bautista-Agut (7-5, 67-7, 7-64), il butte au deuxième tour sur le Bulgare Grigor Dimitrov en deux tie-breaks. La semaine suivante, il arrive en France pour disputer le tournoi de Marseille. Il assume sa position en tant que tête de série numéro une en se défaisant du Suisse Leandro Riedi (4-6, 6-3, 6-2), du Suédois Mikael Ymer (6-3, 3-6, 7-66) et du Kazakh Alexander Bublik (6-4, 7-64) pour disputer sa première finale de l'année. Il dispose du Français Benjamin Bonzi, 60e mondial, (6-3, 7-64) pour remporter son sixième titre ATP, le deuxième en France.
Les mois suivants sont plus compliqués. Ainsi, il s'incline contre le numéro un mondial Novak Djokovic en quarts de finale du tournoi de Dubaï (3-6, 5-7) après avoir écarté deux Russes, Alexander Shevchenko (3-6, 6-3, 7-67) et Pavel Kotov (7-5, 6-1). Il perd ensuite au troisième tour du Masters d'Indian Wells face à Tommy Paul, récent demi-finaliste de l'Open d'Australie (6-4, 2-6, 4-6) et au même stade à Miami, battu par le Français Adrian Mannarino en deux tie-breaks. Il s'incline d'entrée à Estoril contre l'Espagnol Bernabé Zapata Miralles (7-67, 4-6, 2-6).
Au Masters de Monte-Carlo, après avoir battu difficilement Laslo Djere (65-7, 7-65, 7-65) et Jack Draper (6-3, 63-7, 7-5), il se fait renverser par l'Italien Jannik Sinner, huitième joueur mondial, (6-3, 66-7, 1-6) après avoir obtenu une balle de match en huitièmes de finale. À Madrid deux semaines plus tard, il se défait difficilement du Français Richard Gasquet (69-7, 6-4, 7-5), rencontre dans laquelle il signe 30 aces, puis est battu au troisième tour par le Croate Borna Ćorić (63-7, 3-6). Il est sorti d'entrée à Rome mi-mai par l'Américain Jeffrey John Wolf (3-6, 4-6). À Roland-Garros, il s'impose contre le Belge David Goffin et le Néerlandais Tallon Griekspoor à chaque fois en cinq sets, puis s'incline au troisième tour contre le Péruvien sorti des qualifications Juan Pablo Varillas (6-3, 3-6, 63-7, 6-4, 2-6).
De retour sur gazon, il parvient en demi-finale de Stuttgart avec des victoires contre le qualifié Japonais Yosuke Watanuki de justesse (4-6, 7-65, 7-65) et contre l'Australien Christopher O'Connell (6-4, 6-4). Il est battu par le récent finaliste de Madrid, le local Jan-Lennard Struff (6-3, 3-6, 3-6). Tenant du titre à Halle, il est écarté dès le deuxième tour, battu par le Néerlandais Tallon Griekspoor (3-6, 6-1, 68-7), récent vainqueur du tournoi de Bois-Le-Duc. Il rebondit à Wimbledon écartant solidement et sans perdre un set le terrien Albert Ramos-Viñolas (6-1, 6-4, 6-4), l'invité local Jan Choinski (6-4, 6-4, 7-63) et l'Italien Lorenzo Musetti (7-64, 6-4, 6-4). Parvenu en huitièmes de finale pour la deuxième fois de sa carrière, il affronte le favori du tournoi, Novak Djokovic et réussit à lui prendre un set mais doit s'incliner (66-7, 66-7, 7-5, 4-6) lors d'un match disputé sur deux jours.
Après cette belle performance, il s'envole pour le Canada et y défend les points de sa finale de Masters 1000 de l'année précédente. Confronté à un tableau difficile, il écarte d'abord le Kazakh Alexander Bublik (6-3, 7-62) puis renverse le Serbe Miomir Kecmanović (5-7, 6-3, 6-0) pour rejoindre le jeune numéro un mondial Carlos Alcaraz, favori du tournoi. Alors que l'Espagnol reste sur une série de treize victoires d'affilée et un titre à Wimbledon, le Polonais passe près de la victoire mais est contraint à la défaite (6-3, 62-7, 63-7). À Cincinnati mi-août, il se défait difficilement du qualifié Australien Thanasi Kokkinakis (7-62, 3-6, 7-61) et du tenant du titre Borna Ćorić (5-7, 6-3, 6-3) pour jouer le numéro quatre mondial Stéfanos Tsitsipás. Il gagne sa première victoire sur un Top 10 de l'année et parvient ainsi en quarts de finale du tournoi pour la première fois de sa carrière (6-3, 6-4). Il se défait en sauvant une balle de deuxième set d'un nouvel Australien, le repêché Alexei Popyrin (6-1, 7-68) puis retrouve en demi-finale Carlos Alcaraz qui comme à Toronto, le bat difficilement en sauvant cette fois une balle de match (6-2, 64-7, 3-6).
À Shanghai, il effectue un début de tournoi discret en emportant ses matchs contre l'Australien Thanasi Kokkinakis (7-65, 6-4), le Taïwanais Hsu Yu Hsiou (6-4, 6-4) puis sort difficilement le local, soutenu par le public Zhang Zhizhen (7-66, 4-6, 7-64) qui avait déjà été éliminé lors de sa précédente participation par le Polonais, il y a quatre ans. Il renverse ensuite en quarts de finale la surprise Hongroise, Fábián Marozsán (4-6, 6-1, 6-3), néophyte à ce stade en Masters 1000. Il sort en demi-finale l'Américain Sebastian Korda (6-3, 6-4) pour jouer sa troisième finale de carrière en Masters 1000. Confronté au Russe Andrey Rublev, septième mondial, il emporte un duel acharné (6-3, 3-6, 7-68), ce qui lui permet d'ajouter un deuxième Masters 1000 à son palmarès et de se replacer dans la course au Masters de fin d'année. Fatigué par l'enchaînement des matchs, il perd au premier tour la semaine suivante à Tokyo par Zhang Zhizhen qui prend sa revanche en trois sets (6-3, 4-6, 64-7).
Il s'envole pour Bâle fin octobre et parvient à disputer une troisième finale cette année, en sortant d'abord Dušan Lajović (7-62, 6-3), l'Allemand Jan-Lennard Struff (6-1, 6-4), puis plus difficilement le Néerlandais Tallon Griekspoor (66-7, 6-4, 6-4) et le Français Ugo Humbert, surprise du tournoi (6-4, 3-6, 7-65). Il s'incline en finale contre le tenant du titre, le Canadien Félix Auger-Aliassime en deux tie-breaks. Il participe au Masters 1000 de Paris-Bercy et y bat Sebastian Korda (6-3, 66-7, 6-3), Roberto Bautista-Agut (6-3, 6-2) et Francisco Cerúndolo (6-4, 6-3) mais échoue à se qualifier au Masters de fin d'année en s'inclinant contre Grigor Dimitrov (1-6, 6-4, 4-6) en quarts de finale, le Bulgare parvenant jusqu'en finale du Masters 1000.

### 2024.8etitre ATP à Estoril et finale à Halle
Hubert Hurkacz commence sa saison à l'United Cup où il permet à la Pologne d'atteindre la finale. À l'Open d'Australie, il sort le qualifié local Omar Jasika (7-64, 6-4, 6-2) et un autre qualifié, le jeune Jakub Menšík qui remporte néanmoins deux sets pour son premier Open d'Australie (69-7, 6-1, 5-7, 6-1, 6-3). Il élimine le Français Ugo Humbert (3-6, 6-1, 7-64, 6-3) puis sort un second Français, la surprise du tournoi en la personne d'Arthur Cazaux, tombeur d'Holger Rune, huitième mondial au second tour (7-66, 7-63, 6-4). Il se qualifie ainsi pour son premier quart de finale dans le Grand Chelem australien, le second de sa carrière dans les quatre majeurs. Jouant contre le Russe Daniil Medvedev, numéro trois mondial et finaliste à l'US Open la saison précédente, il livre un bon match et s'incline en cinq sets (64-7, 6-2, 3-6, 7-5, 4-6).
Tête de série numéro une et tenant du titre à Marseille, il défend son titre en tant que favori du tournoi et élimine le Kazakh Alexander Shevchenko (6-1, 6-4) puis le Tchèque Tomáš Macháč (6-3, 6-4). Confronté au Français Ugo Humbert, il tombe en demi-finale face à ce dernier en deux sets (4-6, 4-6). Arrivé quelques jours plus tard à Rotterdam, il se sort d'un premier tour piégeux contre le Tchèque Jiří Lehečka (6-3, 69-7, 7-69) puis est renversé par le local Tallon Griekspoor en trois tie-breaks (7-65, 65-7, 64-7).
Il participe fin février au tournoi de Dubaï où il se sort de justesse de son duel au premier tour contre Jan-Lennard Struff en sauvant deux balles de match (7-65, 64-7, 7-66) puis en écartant à l'aide d'un nouveau tie-break l'Australien Christopher O'Connell (7-65, 6-4). Il est renversé de nouveau par le Français Ugo Humbert qu'il affronte pour la troisième fois cette saison (6-3, 68-7, 3-6). Il est de nouveau battu par un Français, le vétéran Gaël Monfils en entrée du Masters d'Indian Wells (0-6, 7-65, 2-6), son pire résultat dans le tournoi californien et sa première défaite d'entrée en Masters 1000 sur dur depuis un an et demi. Il se ressaisit à Miami où il élimine difficilement le Kazakh Alexander Shevchenko (6-4, 62-7, 6-3) et le local Sebastian Korda (7-65, 65-7, 6-3). En huitièmes de finale, comme en fin de saison précédente, il est battu par le Bulgare Grigor Dimitrov (6-3, 3-6, 63-7).
Il commence la tournée sur terre battue par le tournoi d'Estoril au Portugal. Tête de série numéro deux, il parvient logiquement en finale après avoir sorti les qualifiés Jan Choinski et Pablo Llamas Ruiz sur le même score (7-6, 6-4) puis le Chilien Cristian Garín (6-3, 3-6, 6-3), trois joueurs classés en dehors du top 100. Confronté en finale à Pedro Martínez, 77e joueur mondial et tombeur du Norvégien Casper Ruud au tour précédent, il s'impose en deux manches (6-3, 6-4), s'offrant un huitième titre ATP en carrière, le premier sur terre battue. Il enchaîne ses cinquième et sixième victoires de suite à Monte-Carlo contre le Britannique Jack Draper (6-4, 3-6, 7-62) et le qualifié vétéran Roberto Bautista-Agut (7-5, 7-64) avant de tomber comme la saison précédente en huitièmes contre le terrien Casper Ruud (4-6, 2-6), finaliste en titre à Roland-Garros. Il perd au même stade à Madrid où il se défait de nouveau de Jack Draper (6-1, 7-5) et de l'Allemand Daniel Altmaier (6-4, 7-62) avant de perdre contre l'Américain Taylor Fritz, finaliste à Munich une semaine auparavant (62-7, 4-6). Il parvient ensuite à rejoindre les quarts de finale à Rome, dernier Masters 1000 dans lequel il n'avait jamais atteint ce stade en carrière en éliminant d'entrée facilement l'Espagnol Rafael Nadal (6-1, 6-3), les Argentins Tomás Martín Etcheverry (7-67, 6-2) et Sebastián Báez (5-7, 7-64, 6-4). Il joue l'Américain Tommy Paul en quart, tombeur de la tête de série numéro deux Daniil Medvedev au tour précédent et s'incline au terme d'un match disputé (5-7, 6-3, 3-6).
Il joue début juin à Roland-Garros. Il bat le jeune qualifié japonais Shintaro Mochizuki, qui dispute pour la première fois le Majeur sur terre, après avoir été mené deux manches à une (4-6, 6-3, 3-6, 6-0, 6-3), l'Américain Brandon Nakashima (62-7, 6-1, 6-3, 7-65) et le Canadien Denis Shapovalov en quatre manches (6-3, 7-60, 4-6, 6-1) pour atteindre les huitièmes de finale du tournoi pour la deuxième fois de sa carrière. Il s'arrête néanmoins à ce niveau, étant battu par le Bulgare Grigor Dimitrov en trois sets (65-7, 4-6, 63-7).
Il retourne fin juin en finale à Halle deux ans après, éliminant l'Italien Flavio Cobolli (7-5, 7-62), l'Australien James Duckworth, l'Américain Marcos Giron et le récent finaliste de Roland Garros et numéro quatre mondial Alexander Zverev sur le même score (7-6, 6-4). Il rencontre et s'incline en deux tie-breaks contre le numéro un mondial Jannik Sinner, vainqueur de l'Open d'Australie en début d'année. Attendu comme un sérieux outsider à Wimbledon, il lance son tournoi avec un succès en quatre manches contre le qualifié Moldave Radu Albot (5-7, 6-4, 6-3, 6-4) mais déçoit en s'inclinant contre le jeune Français Arthur Fils, abandonnant sur une balle de match (62-7, 4-6, 6-2, 6-6 ab.) en faveur de ce dernier, s'étant blessé à un genou. Il permet ainsi à son adversaire d'atteindre pour la première fois de sa carrière le troisième tour en Majeur.
Il s'envole pour l'Amérique en août et disputer l'Open du Canada où il sort d'abord très difficilement deux qualifiés, Thanasi Kokkinakis (4-6, 6-3, 7-66) et Arthur Rinderknech (4-6, 6-3, 6-4). Il est cependant battu par la surprise du tournoi, l'Australien Alexei Popyrin (6-3, 65-7, 5-7) qui remporte ainsi pour la première fois un quart de finale dans un Masters 1000. Il dispute un second quart de finale à Cincinnati après deux victoires difficiles sur Yoshihito Nishioka (3-6, 7-64, 6-1) qui s'écroule et l'Italien Flavio Cobolli (6-3, 3-6, 6-1) avant d'abandonner après avoir perdu le premier set contre Frances Tiafoe (3-6 ab.) qui dispute pour la première fois les quarts de finale du tournoi. Il se heurte comme d'habitude à son plafond de verre à l'US Open, remportant son premier tour contre le qualifié Timofey Skatov (6-3, 7-64, 7-63) mais éliminé au second tour pour la cinquième année consécutive contre l'Australien Jordan Thompson (62-7, 1-6, 5-7). Il subit une nouvelle défaite au second tour à Tokyo, ayant hérité d'un tirage difficile en la personne du Britannique Jack Draper, récent demi-finaliste de l'US Open (4-6, 4-6) après avoir battu difficilement l'Américain Marcos Giron (6-4, 65-7, 6-4). Il confirme sa méforme à Bercy où il est stoppé au premier tour d'un Masters 1000 pour la première fois depuis deux ans par le jeune Alex Michelsen (1-6, 3-6).

### 2025. Finale à Genève
Après avoir effectué son retour à l'United Cup et passé un tour à l'Open d'Australie, il s'envole pour l'Europe début février et jouer le tournoi de Rotterdam. Après avoir disposé de l'Italien Flavio Cobolli (6-3, 6-2), il profite de l'abandon du Tchèque Jiří Lehečka, titré en début d'année à Brisbane (7-5, 2-0 ab.) pour jouer le dixième mondial Andrey Rublev. Il renverse son adversaire (65-7, 6-3, 6-4), s'offrant son premier Top 10 sur dur depuis un an et demi avant d'aller affronter Carlos Alcaraz, numéro trois mondial et vainqueur l'année passée de Roland-Garros et Wimbledon, pour une place en finale. Il s'incline après une belle résistance en trois manches (4-6, 7-65, 3-6).
Comme la saison passée, il parvient jusqu'en quarts à Rome, écartant l'Espagnol Pedro Martínez (6-1, 7-5), l'Américain Marcos Giron (6-3, 1-6, 6-1) et le jeune Jakub Menšík, vainqueur cette année-là de son premier Masters 1000 à Indian Wells (7-65, 4-6, 7-65). Cependant, comme en 2024, il est sorti par Tommy Paul (64-7, 3-6) à ce stade. Il continue d'afficher de bonnes impressions à Genève, ne cédant aucune manche face aux Français Arthur Cazaux (6-3, 6-4) et Arthur Rinderknech (6-4, 6-1), ainsi que contre le numéro quatre mondial Taylor Fritz (6-3, 7-65). Il s'offre le qualifié Autrichien Sebastian Ofner (6-3, 6-4) pour jouer une douzième finale en carrière, la première de la saison contre Novak Djokovic, désormais sixième joueur mondial. Les deux hommes offrent une finale de haute volée conclue par une victoire de la légende serbe (7-5, 62-7, 62-7), qui remporte son centième titre en carrière, seulement dépassé par Jimmy Connors et Roger Federer.

## Palmarès

### Titres en simple messieurs
| 8 titres en simple | 0 G. Chelem | 0 G. Chelem | 0 G. Chelem | 0 G. Chelem | 0 Masters | 0 Masters | 0 Masters   | 0 Masters   | 2 Masters 1000 | 2 Masters 1000 | 2 Masters 1000 | 2 Masters 1000 | 1 ATP 500          | 1 ATP 500          | 1 ATP 500          | 1 ATP 500          | 5 ATP 250          | 5 ATP 250          | 5 ATP 250      | 5 ATP 250      | 0 JO           | 0 JO           | 0 JO           | 0 JO           |
| 8 titres en simple | 6 sur dur   | 6 sur dur   | 6 sur dur   | 6 sur dur   | 6 sur dur | 6 sur dur | 1 sur gazon | 1 sur gazon | 1 sur gazon    | 1 sur gazon    | 1 sur gazon    | 1 sur gazon    | 1 sur terre battue | 1 sur terre battue | 1 sur terre battue | 1 sur terre battue | 1 sur terre battue | 1 sur terre battue | 0 sur moquette | 0 sur moquette | 0 sur moquette | 0 sur moquette | 0 sur moquette | 0 sur moquette |

| No | Date       | Nom et lieu du tournoi                          | Catégorie    | Dotation    | Surface      | Finaliste           | Score          |          |
| -- | ---------- | ----------------------------------------------- | ------------ | ----------- | ------------ | ------------------- | -------------- | -------- |
| 1  | 19-08-2019 | Winston-Salem Open, Winston-Salem               | ATP 250      | 717 955 $   | Dur (ext.)   | Benoît Paire        | 6-3, 3-6, 6-3  | Parcours |
| 2  | 07-01-2021 | Delray Beach Open by VITACOST.com, Delray Beach | ATP 250      | 349 530 $   | Dur (ext.)   | Sebastian Korda     | 6-3, 6-3       | Parcours |
| 3  | 24-03-2021 | Miami Open presented by Itaú, Miami             | Masters 1000 | 3 343 785 $ | Dur (ext.)   | Jannik Sinner       | 7-64, 6-4      | Parcours |
| 4  | 20-09-2021 | Moselle Open, Metz                              | ATP 250      | 419 470 €   | Dur (int.)   | Pablo Carreño Busta | 7-62, 6-3      | Parcours |
| 5  | 13-06-2022 | Terra Wortmann Open, Halle                      | ATP 500      | 2 134 520 € | Gazon (ext.) | Daniil Medvedev     | 6-1, 6-4       | Parcours |
| 6  | 20-02-2023 | Open 13 Provence, Marseille                     | ATP 250      | 707 510 €   | Dur (int.)   | Benjamin Bonzi      | 6-3, 7-64      | Parcours |
| 7  | 04-10-2023 | Shanghai Rolex Masters, Shanghai                | Masters 1000 | 8 800 000 $ | Dur (ext.)   | Andrey Rublev       | 6-3, 3-6, 7-68 | Parcours |
| 8  | 01-04-2024 | Millenium Estoril Open, Estoril                 | ATP 250      | 579 320 €   | Terre (ext.) | Pedro Martínez      | 6-3, 6-4       | Parcours |

### Finales en simple messieurs
| No | Date       | Nom et lieu du tournoi                           | Catégorie    | Dotation    | Surface      | Vainqueur             | Score           |          |
| -- | ---------- | ------------------------------------------------ | ------------ | ----------- | ------------ | --------------------- | --------------- | -------- |
| 1  | 07-08-2022 | National Bank Open presented by Rogers, Montréal | Masters 1000 | 5 926 545 $ | Dur (ext.)   | Pablo Carreño Busta   | 3-6, 6-3, 6-3   | Parcours |
| 2  | 23-10-2023 | Swiss Indoors Basel, Bâle                        | ATP 500      | 2 196 000 € | Dur (int.)   | Félix Auger-Aliassime | 7-63, 7-65      | Parcours |
| 3  | 17-06-2024 | Terra Wortmann Open, Halle                       | ATP 500      | 2 255 655 € | Gazon (ext.) | Jannik Sinner         | 7-68, 7-62      | Parcours |
| 4  | 18-05-2025 | Gonet Geneva Open, Genève                        | ATP 250      | 596 035 €   | Terre (ext.) | Novak Djokovic        | 5-7, 7-62, 7-62 | Parcours |

### Titres en double messieurs
| No | Date       | Nom et lieu du tournoi             | Catégorie    | Dotation    | Surface      | Partenaire            | Finalistes                  | Score              |          |
| -- | ---------- | ---------------------------------- | ------------ | ----------- | ------------ | --------------------- | --------------------------- | ------------------ | -------- |
| 1  | 02-11-2020 | Rolex Paris Masters Paris          | Masters 1000 | 3 343 725 € | Dur (int.)   | Félix Auger-Aliassime | Mate Pavić Bruno Soares     | 63-7, 7-67, [10-2] | Parcours |
| 2  | 20-09-2021 | Moselle Open Metz                  | ATP 250      | 419 470 €   | Dur (int.)   | Jan Zieliński         | Hugo Nys Arthur Rinderknech | 7-5, 6-3           | Parcours |
| 3  | 23-03-2022 | Miami Open presented by Itaú Miami | Masters 1000 | 8 584 055 $ | Dur (ext.)   | John Isner            | Wesley Koolhof Neal Skupski | 7-65, 6-4          | Parcours |
| 4  | 06-06-2022 | BOSS OPEN Stuttgart                | ATP 250      | 692 235 €   | Gazon (ext.) | Mate Pavić            | Tim Pütz Michael Venus      | 7-63, 7-65         | Parcours |

### Finale en double messieurs
| No | Date       | Nom et lieu du tournoi | Catégorie | Dotation    | Surface      | Vainqueurs                 | Partenaire            | Score     |          |
| -- | ---------- | ---------------------- | --------- | ----------- | ------------ | -------------------------- | --------------------- | --------- | -------- |
| 1  | 14-06-2021 | Noventi Open Halle     | ATP 500   | 1 318 605 € | Gazon (ext.) | Kevin Krawietz Horia Tecău | Félix Auger-Aliassime | 7-64, 6-4 | Parcours |

## Parcours dans les tournois duGrand Chelem

### En simple
| Année | Open d'Australie | Open d'Australie  | Internationaux de France | Internationaux de France | Wimbledon       | Wimbledon            | US Open         | US Open              |
| ----- | ---------------- | ----------------- | ------------------------ | ------------------------ | --------------- | -------------------- | --------------- | -------------------- |
| 2018  | Q2               | Matteo Berrettini | 2e tour (1/32)           | Marin Čilić              | 1er tour (1/64) | Bernard Tomic        | 2e tour (1/32)  | Marin Čilić          |
| 2019  | 1er tour (1/64)  | Ivo Karlović      | 1er tour (1/64)          | Novak Djokovic           | 3e tour (1/16)  | Novak Djokovic       | 1er tour (1/64) | Jérémy Chardy        |
| 2020  | 2e tour (1/32)   | John Millman      | 1er tour (1/64)          | Tennys Sandgren          | Annulé          | Annulé               | 2e tour (1/32)  | A. Davidovich Fokina |
| 2021  | 1er tour (1/64)  | Mikael Ymer       | 1er tour (1/64)          | B. van de Zandschulp     | 1/2 finale      | Matteo Berrettini    | 2e tour (1/32)  | Andreas Seppi        |
| 2022  | 2e tour (1/32)   | Adrian Mannarino  | 1/8 de finale            | Casper Ruud              | 1er tour (1/64) | A. Davidovich Fokina | 2e tour (1/32)  | Ilya Ivashka         |
| 2023  | 1/8 de finale    | Sebastian Korda   | 3e tour (1/16)           | Juan Pablo Varillas      | 1/8 de finale   | Novak Djokovic       | 2e tour (1/32)  | Jack Draper          |
| 2024  | 1/4 de finale    | Daniil Medvedev   | 1/8 de finale            | Grigor Dimitrov          | 2e tour (1/32)  | Arthur Fils          | 2e tour (1/32)  | Jordan Thompson      |
| 2025  | 2e tour (1/32)   | Miomir Kecmanović | 1er tour (1/64)          | João Fonseca             | —               | —                    | —               | —                    |

N.B. : à droite du résultat se trouve le nom de l'ultime adversaire.

### En double messieurs
| 2019 | —                                                                                            | —                                                                                        | 1er tour (1/32) Aljaž Bedene \|\| style="text-align:left;" \| Marcus Daniell W. Koolhof | —      | —                                                                                       | 1er tour (1/32) Vasek Pospisil \|\| style="text-align:left;" \| Bob Bryan Mike Bryan |
| 2020 | 1er tour (1/32) Vasek Pospisil \|\| style="text-align:left;" \| Jamie Murray Neal Skupski    | 2e tour (1/16) Daniel Evans \|\| style="text-align:left;" \| M. Granollers H. Zeballos   | Annulé                                                                                  | Annulé | —                                                                                       | —                                                                                    |
| 2021 | 1er tour (1/32) F. Auger-Aliassime \|\| style="text-align:left;" \| Ken Skupski Neal Skupski | 1er tour (1/32) Szymon Walków \|\| style="text-align:left;" \| M. Granollers H. Zeballos | —                                                                                       | —      | 2e tour (1/16) Szymon Walków \|\| style="text-align:left;" \| Matthew Ebden Max Purcell |                                                                                      |

N.B. : le nom du partenaire se trouve sous le résultat ; les noms des ultimes adversaires se trouvent à droite.

## Parcours dans lesMasters 1000
| Année | Indian Wells              | Miami                     | Monte-Carlo               | Madrid                    | Rome                         | Canada                    | Cincinnati               | Shanghai                   | Paris                     |
| ----- | ------------------------- | ------------------------- | ------------------------- | ------------------------- | ---------------------------- | ------------------------- | ------------------------ | -------------------------- | ------------------------- |
| 2018  | —                         | —                         | —                         | —                         | —                            | —                         | 1er tour M. Fucsovics    | 1er tour Chung H.          | —                         |
| 2019  | 1/4 de finale R. Federer  | 3e tour F. Auger          | 1er tour B. Ćorić         | 1/8 de finale A. Zverev   | —                            | 1/8 de finale G. Monfils  | 1er tour R. Bautista     | 1/8 de finale S. Tsitsipás | 1er tour M. Čilić         |
| 2020  | n.o.                      | n.o.                      | n.o.                      | n.o.                      | 1/8 de finale D. Schwartzman | n.o.                      | 1er tour J. Isner        | n.o.                       | 1er tour R. Albot         |
| 2021  | 1/4 de finale G. Dimitrov | Victoire J. Sinner        | 2e tour D. Evans          | 1er tour J. Millman       | 1er tour L. Musetti          | 1/4 de finale D. Medvedev | 1/8 de finale P. Carreño | n.o.                       | 1/2 finale N. Djokovic    |
| 2022  | 1/8 de finale A. Rublev   | 1/2 finale C. Alcaraz     | 1/4 de finale G. Dimitrov | 1/4 de finale N. Djokovic | 1er tour D. Goffin           | Finale P. Carreño         | 2e tour J. Isner         | n.o.                       | 2e tour H. Rune           |
| 2023  | 3e tour T. Paul           | 3e tour A. Mannarino      | 1/8 de finale J. Sinner   | 3e tour B. Ćorić          | 2e tour J. J. Wolf           | 1/8 de finale C. Alcaraz  | 1/2 finale C. Alcaraz    | Victoire A. Rublev         | 1/4 de finale G. Dimitrov |
| 2024  | 2e tour G. Monfils        | 1/8 de finale G. Dimitrov | 1/8 de finale C. Ruud     | 1/8 de finale T. Fritz    | 1/4 de finale T. Paul        | 1/4 de finale A. Popyrin  | 1/4 de finale F. Tiafoe  | —                          | 1er tour A. Michelsen     |
| 2025  | 3e tour A. de Minaur      | —                         | —                         | 2e tour B. Bonzi          | 1/4 de finale T. Paul        | —                         | —                        |                            |                           |

N.B. : sous le résultat se trouve le nom de l’ultime adversaire.

## Parcours auMasters
| Année | Lieu  | Résultat                 | Tour | Adversaires                                    | Victoire / Défaite | Scores                           |
| ----- | ----- | ------------------------ | ---- | ---------------------------------------------- | ------------------ | -------------------------------- |
| 2021  | Turin | Round Robin              | RR   | Daniil Medvedev Jannik Sinner Alexander Zverev | Défaite            | 7-65, 3-6, 4-6 2-6, 2-6 2-6, 4-6 |
| 2023  | Turin | Round Robin (Remplaçant) | RR   | Novak Djokovic                                 | Défaite            | 61-7, 6-4, 1-6                   |

## Confrontations avec ses principaux adversaires
Confrontations lors des différents tournois ATP et en Coupe Davis avec ses principaux adversaires (5 confrontations minimum et avoir été membre du top 10). Classement par pourcentage de victoires. Situation au 24 mai 2025 :
| Joueur             | Meilleur classement | Confrontations | Victoires | Défaites | Pourcentage de victoires | Dernière confrontation                                       |
| ------------------ | ------------------- | -------------- | --------- | -------- | ------------------------ | ------------------------------------------------------------ |
| Novak Djokovic     | 1                   | 8              | 0         | 8        | 0                        | défaite (7-5, 62-7, 62-7) au tournoi de Genève 2025          |
| Grigor Dimitrov    | 3                   | 6              | 0         | 6        | 0                        | défaite (65-7, 4-6, 63-7) à Roland-Garros 2024               |
| Stéfanos Tsitsipás | 3                   | 10             | 3         | 7        | 30                       | victoire (6-3, 6-4) au Masters de Cincinnati 2023            |
| Taylor Fritz       | 4                   | 6              | 2         | 4        | 33,3                     | victoire (6-3, 7-65) au tournoi de Genève 2025               |
| Jannik Sinner      | 1                   | 5              | 2         | 3        | 40                       | défaite (68-7, 62-7) au tournoi de Halle 2024                |
| Frances Tiafoe     | 10                  | 7              | 3         | 4        | 42,9                     | défaite (3-6, ab.) au Masters de Cincinnati 2024             |
| Daniil Medvedev    | 1                   | 6              | 3         | 3        | 50                       | défaite (64-7, 6-2, 3-6, 7-5, 4-6) à l'Open d'Australie 2024 |
| Jack Draper        | 5                   | 6              | 4         | 2        | 66,7                     | défaite (4-6, 4-6) au tournoi de Tokyo 2024                  |
| Andrey Rublev      | 5                   | 6              | 4         | 2        | 66,7                     | victoire (65-7, 6-3, 6-4) au tournoi de Rotterdam 2025       |
| Denis Shapovalov   | 10                  | 6              | 5         | 1        | 83,3                     | victoire (6-3, 7-60, 4-6, 6-1) à Roland-Garros 2024          |

## Victoires sur le top 10
Toutes ses victoires sur des joueurs classés dans le top 10 de l’ATP lors de la rencontre.
| Légende               |
| --------------------- |
| Grand Chelem          |
| Masters 1000          |
| ATP 500               |
| ATP 250               |
| Coupe Davis / ATP Cup |

| #  | H. H. | Tournoi      | Année | Surface      | Adversaire            | Rang  | Tour   | Score                    |
| -- | ----- | ------------ | ----- | ------------ | --------------------- | ----- | ------ | ------------------------ |
| 1  | no 77 | Dubaï        | 2019  | Dur          | Kei Nishikori         | no 6  | 1/8    | 7-5, 5-7, 6-2            |
| 2  | no 67 | Indian Wells | 2019  | Dur          | Kei Nishikori         | no 7  | 1/16   | 4-6, 6-4, 6-3            |
| 3  | no 54 | Miami        | 2019  | Dur          | Dominic Thiem         | no 4  | 1/32   | 6-4, 6-4                 |
| 4  | no 48 | Montréal     | 2019  | Dur          | Stéfanos Tsitsipás    | no 5  | 1/16   | 6-4, 3-6, 6-3            |
| 5  | no 37 | ATP Cup      | 2020  | Dur          | Dominic Thiem         | no 4  | Poules | 3-6, 6-4, 7-65           |
| 6  | no 37 | Miami        | 2021  | Dur          | Stéfanos Tsitsipás    | no 5  | 1/4    | 2-6, 6-3, 6-4            |
| 7  | no 37 | Miami        | 2021  | Dur          | Andrey Rublev         | no 8  | 1/2    | 6-3, 6-4                 |
| 8  | no 18 | Wimbledon    | 2021  | Gazon        | Daniil Medvedev       | no 2  | 1/8    | 2-6, 7-62, 3-6, 6-3, 6-3 |
| 9  | no 18 | Wimbledon    | 2021  | Gazon        | Roger Federer         | no 8  | 1/4    | 6-3, 7-64, 6-0           |
| 10 | no 11 | Dubaï        | 2022  | Dur          | Jannik Sinner         | no 10 | 1/4    | 6-3, 6-3                 |
| 11 | no 10 | Miami        | 2022  | Dur          | Daniil Medvedev       | no 2  | 1/4    | 7-67, 6-3                |
| 12 | no 12 | Halle        | 2022  | Gazon        | Félix Auger-Aliassime | no 9  | 1/4    | 7-62, 7-64               |
| 13 | no 12 | Halle        | 2022  | Gazon        | Daniil Medvedev       | no 1  | Finale | 6-1, 6-4                 |
| 14 | no 10 | Montréal     | 2022  | Dur          | Casper Ruud           | no 7  | 1/2    | 5-7, 6-3, 6-2            |
| 15 | no 20 | Cincinnati   | 2023  | Dur          | Stéfanos Tsitsipás    | no 4  | 1/8    | 6-3, 6-4                 |
| 16 | no 17 | Shanghai     | 2023  | Dur          | Andrey Rublev         | no 7  | Finale | 6-3, 3-6, 7-68           |
| 17 | no 9  | Halle        | 2024  | Gazon        | Alexander Zverev      | no 4  | 1/2    | 7-62, 6-4                |
| 18 | no 21 | Rotterdam    | 2025  | Dur (int.)   | Andrey Rublev         | no 10 | 1/4    | 65-7, 6-3, 6-4           |
| 19 | no 31 | Genève       | 2025  | Terre battue | Taylor Fritz          | no 4  | 1/4    | 6-3, 7-65                |

## Classement ATP en fin de saison
| Année          | 2014 | 2015 | 2016 | 2017 | 2018 | 2019 | 2020 | 2021 | 2022 | 2023 | 2024 |
| Rang en simple | 1398 | 625  | 383  | 237  | 87   | 37   | 34   | 9    | 10   | 9    | 16   |
| Rang en double | –    | 1020 | 707  | 326  | 760  | 253  | 72   | 82   | 35   | 195  | 568  |

Source : (en) Classements de Hubert Hurkacz sur le site officiel de la Fédération internationale de tennis